# Britton Hill
Britton Hill is, met een hoogte van amper 105 m, het hoogste natuurlijke punt van de Amerikaanse staat Florida.
Britton Hill is gelegen nabij het stadje Lakewood in Walton County, langs de County Road 285, op enkele kilometers afstand van het dorp Florala, dat net over de grens met Alabama ligt.
Als men elke Amerikaanse staat zou rangschikken volgens de hoogte van de hoogste piek, zou Florida met Britton Piek onderaan hangen, gevolgd door de Ebright Azimuth in Delaware met een hoogte van 137m. Zelfs het hoogste punt van Washington D.C. is, met een hoogte van 125m boven zeeniveau, hoger gelegen dan Britton Hill.
Daardoor is het niet verwonderlijk dat de daken van veel appartementsgebouwen in Florida hoger boven de zeespiegel uitsteken dan Britton Hill. Het hoogste punt van Florida is, sinds 2010, het dak van het Four Seasons Hotel in Miami, dat met een hoogte van 240 m meer dan dubbel zo hoog boven de zeespiegel ligt dan de top van Britton Hill.

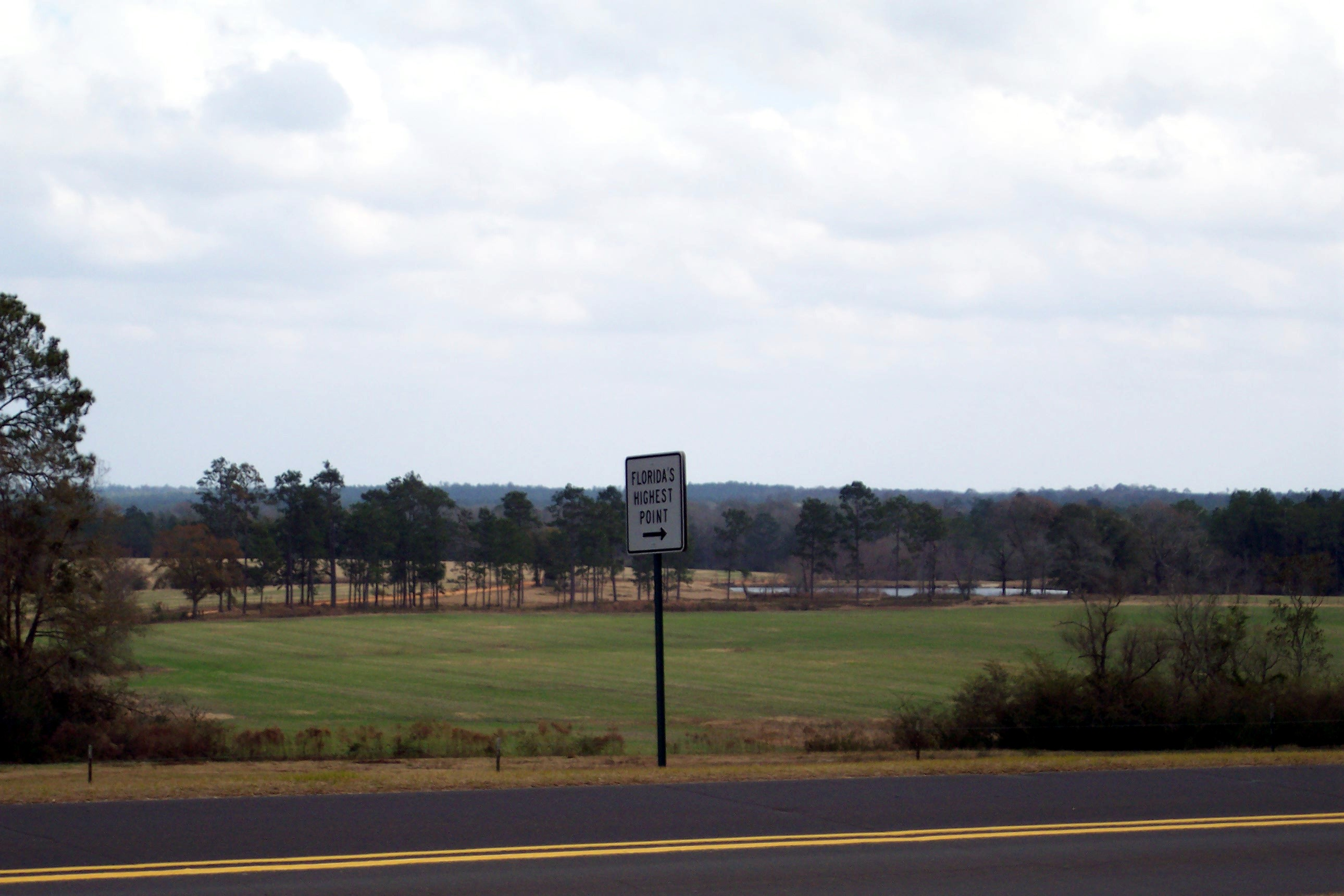
Panorama vanaf de top van Britton Hill